# Grand Theft Auto: London, 1969
Grand Theft Auto Mission Pack#1: London, 1969 é um pacote de expansão para o jogo eletrônico Grand Theft Auto (1997), desenvolvido pela Rockstar Canada e publicado pela Rockstar Games. Foi lançado para computadores pessoais (MS-DOS e Windows) e PlayStation em abril de 1999. A expansão segue a mesma mecânica de jogo do jogo principal e se passa em uma versão fictícia de Londres durante a década de 1960. Os jogadores assumem o papel de um criminoso que trabalha para vários sindicatos do crime sediados em Londres e concluem os níveis alcançando uma pontuação definida, em um ambiente de mundo aberto que lhes permite fazer o que quiserem, além de realizar tarefas, para atingir seus objetivos.
O pacote de expansão recebeu críticas mistas. Ganhou o prêmio BAFTA Interactive Entertainment de 1999 na categoria "Som". Uma segunda expansão gratuita, Grand Theft Auto Mission Pack #2: London 1961, foi lançada para computadores pessoais em julho de 1999, coincidindo com o lançamento dos jogos Grand Theft Auto na internet. É muito menor e apresenta o mesmo mapa e personagens de London 1969, mas se passa oito anos antes.

## Detalhes
O nome do personagem principal é Sid Vacant, uma paródia que une Sid Vicious e a música do Sex Pistols "Pretty Vacant", e você escolherá a foto do personagem. A foto só é vista quando você completa ou falha uma missão e não afeta sua aparência ou personalidade. O jogador precisa trabalhar para os The Crisp Twins, outra paródia com The Kray Twins.
A expansão introduz 30 novos veículos, 39 novas missões e ao invés de locais fictícios como as de Grand Theft Auto 1 (Liberty City, San Andreas e Vice City), o jogo acontece em Londres em 1969. O jogador novamente é participante do crime organizado.
A época é bem explorada através da cultura e história daquele momento e do local naquela data, incluindo uma aparição de James Bond sendo um estereótipo do Cockney, além de falar como alguém de lá. Os diálogos durante o jogo incluem expressões típicas como "Oi! Stop right there!", "You're nicked!" (under arrest, em vez da tradicional mensagem "Busted" quando você é preso) e "You're brown bread!" ("You're dead", substituindo "Wasted").
Similar aos bônus de Grand Theft Auto 1 e 2, o jogador recebe grande quantidade de dinheiro como recompensa por executar algum membro das gangues sem parar com o carro. Essas ações quando bem sucedidas acompanham a mensagem "KEEP LONDON TIDY!" ou "QUADROPHENIA" e prêmios em dinheiro. Essa é uma referência a um álbum da banda inglesa The Who.

## Músicas
O disco do jogo também é um disco de áudio, sendo que a primeira faixa é o jogo e as seguintes são músicas. Então para escutar é necessário passar para a segunda faixa. Já no relançamento de 2004, a "Classics Collection", é impossível ouvir as músicas pois foi alterado o formato da gravação.
1. Bush Sounds
2. Heavy Heavy Monster Sound
3. Blow Upradio
4. Kaleidoscope
5. Sound of Soho
6. Radio Penelope
7. Radio Andorra
8. Westminster Wireless
9. Radio 7
10. Police Radio Track
11. GTA Pomp
12. GTA Spy Theme
13. Austin Allegro Chase
14. Ambient